# John Stuart Mill

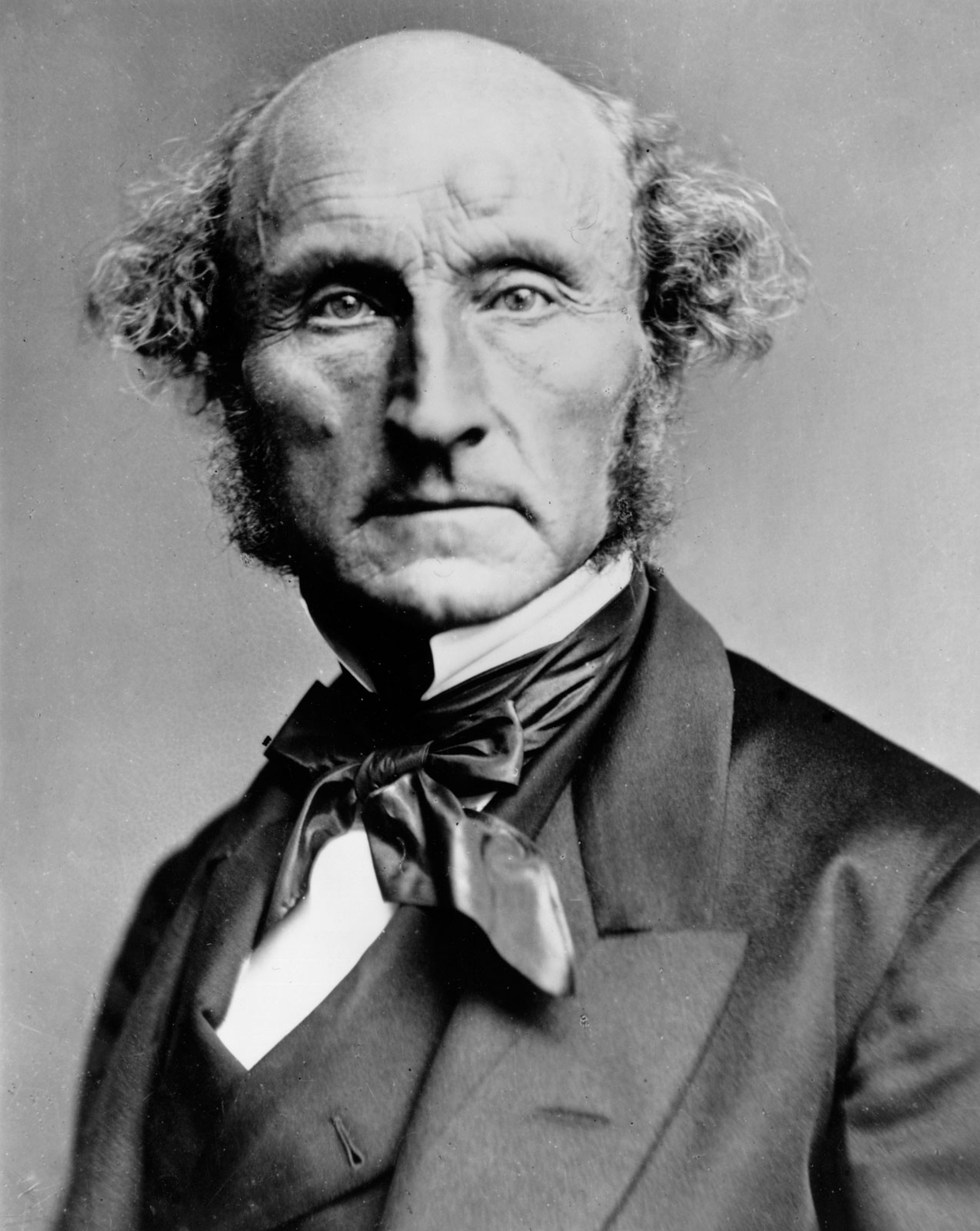
John Stuart Mill um 1870

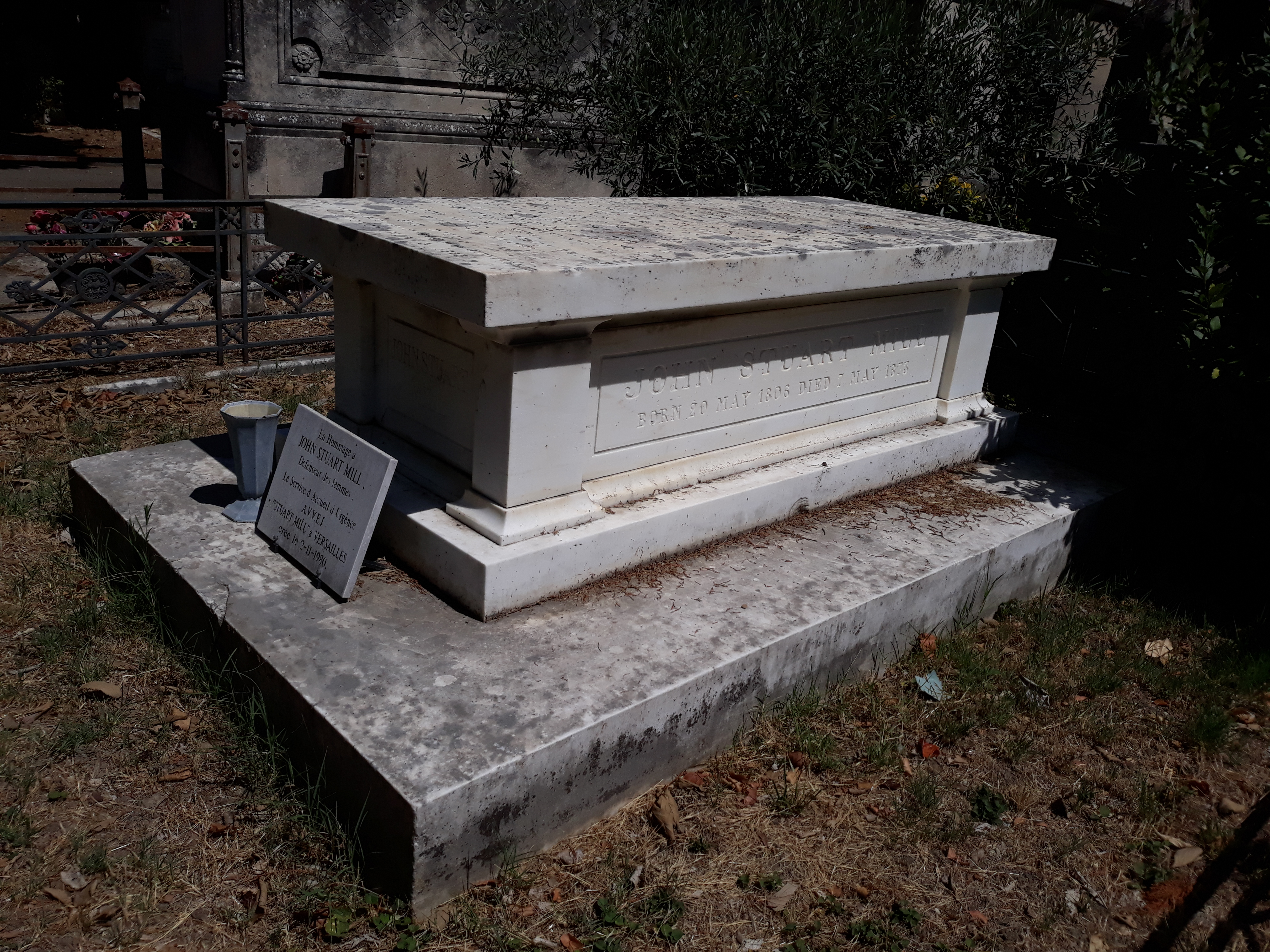
Das Grab von John Stuart Mill auf dem Cimetière Saint-Véran in Avignon.

John Stuart Mill (* 20. Mai 1806 in Pentonville, Vereinigtes Königreich; † 8. Mai 1873 in Avignon, Frankreich) war ein britischer Philosoph, Politiker und Ökonom, einer der einflussreichsten liberalen Denker des 19. Jahrhunderts sowie ein früher Unterstützer malthusianischer Konzeption und in diesem Zusammenhang auch der Frauenemanzipation. Mill wird in der Sekundärliteratur teilweise auch als früher Feminist bezeichnet. Mill war Anhänger des Utilitarismus, der von Jeremy Bentham, dem Lehrer und Freund seines Vaters James Mill, als Nutz-Ethik entwickelt wurde. Seine wirtschaftlichen Werke zählen zu den Grundlagen der klassischen Nationalökonomie, und Mill selbst gilt als Vollender des klassischen Systems und zugleich als sozialer Reformer.
Der von ihm als Gegenentwurf zu Thomas Morus’ Utopia geprägte Begriff Dystopia bezeichnet einen pessimistischen Zukunftsentwurf in Philosophie und Literatur.

## Leben
John Stuart Mill wurde am 20. Mai 1806 als erstes der neun Kinder von James Mill und Harriet Murrow in England geboren. Seine persönliche Entwicklung wurde maßgeblich von seinem Vater bestimmt, der als Vertreter eines radikalen Utilitarismus/philosophischen Radikalismus galt und in der Erziehung des hochbegabten jungen Mill einen „Wettstreit zur Schaffung eines Genies“ sah. Grundlage des philosophischen Radikalismus, der von James Mill und Jeremy Bentham begründet wurde, sollte die Umsetzung einer weitreichenden Reform der Gesellschaft ausschließlich unter rationalen und empirischen Aspekten sein; mit der Erziehung seines Sohnes wollte Vater Mill exemplarisch dazu beitragen.
Mit drei Jahren erhielt John Stuart seine ersten Lektionen in Griechisch, mit zehn Jahren beherrschte er Latein auf universitärem Niveau, später kamen Französisch und Deutsch hinzu. Bereits in frühester Kindheit las er Äsops Fabeln im Original, danach die Anabasis von Xenophon, Herodot, Diogenes Laertios, Lukian von Samosata und Isokrates, mit sieben Jahren die ersten Dialoge Platons. Unter strenger Aufsicht seines Vaters begann er mit dem Studium der Arithmetik. Zur Erholung las er Plutarch und Humes Geschichte Großbritanniens. Als er acht Jahre alt war, begann er damit, seinen jüngeren Geschwistern Latein beizubringen. Im Alter von 13 Jahren setzte er sich mit politischer Ökonomie, insbesondere mit den Theorien von Adam Smith und David Ricardo auseinander. Mit 14 reiste er nach Montpellier und studierte dort Chemie, Zoologie, Mathematik, Logik und Metaphysik. Nachdem er bis zum vierzehnten Lebensjahr ohne Kontakte zu Gleichaltrigen erzogen worden war, erhielt er bei einem Bruder Benthams (Sir Samuel Bentham) in Frankreich in der Nähe von Toulouse erstmals die Möglichkeit, Freundschaften zu schließen und sportlichen Aktivitäten nachzugehen (Reiten, Schwimmen, Fechten und Tanzen). Zeitgleich entdeckte er in den Pyrenäen seine Leidenschaft für Botanik, die er bis zu seinem Lebensende als Hobby betrieb. In Frankreich kam Mill außerdem mit Vertretern des französischen Liberalismus zusammen und begeisterte sich für die Ideale der Revolution von 1789, in deren Aufbrechen der Ständeherrschaft (siehe Ständeordnung) er eine Grundlage für die Entwicklung eines liberalen Staates sah. Zurück in England kam er 1821 erstmals in Kontakt mit den Schriften Benthams und wurde ein Anhänger seines Nützlichkeitsprinzips. Zusätzlich besuchte er die Vorlesungen von Benthams Schüler John Austin am University College London. Ein Jahr später gründete er mit Freunden die Utilitaristische Gesellschaft, deren Mitglieder ethische und gesellschaftspolitische Fragen diskutierten. Drei Jahre danach folgte die Gründung der London Debating Society, in der sich Mill für die Einführung einer reinen Demokratie starkmachte und gegen die „schädlichen Einflüsse der Aristokratie“ sprach.
Ab Mai 1823 arbeitete John Stuart Mill bei der Ostindischen Handelsgesellschaft und stieg dort schnell in verantwortungsvolle Positionen auf.
Im Alter von 20 Jahren durchlitt John Stuart Mill eine geistige Krise, die er in seiner Autobiografie als „erfahrene Freudlosigkeit“ und als einen „Zustand der Niedergeschlagenheit“ beschreiben wird. Diese erste Depression im Jahre 1826 führte dazu, dass Mill seine Erziehung und die von seinem Vater vertretenen Konzepte des Rationalismus und Assoziationismus kritisch zu bewerten begann. Nach James Mills Verständnis war nützliches Handeln stets an einen Lustgewinn geknüpft, Leiden und Schmerz hingegen waren Ausdruck schädlicher und unnützer Aktivitäten. Eine depressive Krise hätte es angesichts des Engagements seines Sohnes also nicht geben dürfen, und so folgerte dieser, dass sein Vater sich in seinen Annahmen geirrt habe. Diese Kritik verschärfte sich nach dem Tode des Vaters im Jahre 1836 noch, der dem Sohn eine weitere schwere Krise bescherte und ihn für mehrere Monate arbeitsunfähig machte. In der Folge dieser Erfahrungen gewann für John Stuart Mills politische Philosophie vor allem die freie Entwicklung und Entfaltung der Persönlichkeit („innere Kultur des Individuums“) überragende Bedeutung. Dabei lehnte er autoritäre staatliche Strukturen keineswegs ab, sondern betrachtete sie als notwendig, um die Individuen von Fehlern abzuhalten und in ihren Rechten zu bestärken. Einen radikalen wirtschaftlichen Liberalismus bekämpfte Mill ebenso wie jeden anti-individualistischen Sozialismus, sprach sich jedoch für eine soziale Mindestabsicherung und ein politisches Mitwirkungsrecht aller Bürger aus, wobei er gleichzeitig die Selbstverantwortung des Individuums betonte und ein Klassenwahlrecht nach Maßgabe des Bildungsstandes entwarf, um einer Ochlokratie, der Herrschaft des ungebildeten Pöbels, entgegenzuwirken.

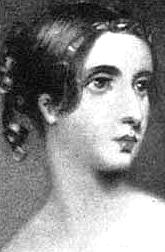
Harriet Taylor Mill

Bereits 1830 lernte Mill mit Harriet Taylor die ihn nach seinem Vater wohl am meisten prägenden Menschen kennen. Die damals 22-jährige verheiratete Frau verliebte sich in den zwei Jahre älteren Mill und wurde seine „Seelenfreundin“ und platonische Geliebte, bevor sie erst 1851, nach dem Tode ihres Mannes im Jahre 1849, auch seine Ehefrau wurde. Als „radikale Linksintellektuelle“ setzte sich Harriet engagiert für Frauenrechte ein und beeinflusste Mills Gedanken und Werke maßgeblich (was er in seinen Veröffentlichungen Über die Freiheit, Betrachtungen über die Repräsentativregierung und Der Utilitarismus ausdrücklich betonte).
1856 wurde Mill in die American Academy of Arts and Sciences und im Dezember 1864 als Ehrenmitglied (Honorary Fellow) in die Royal Society of Edinburgh gewählt. Als die Ostindische Gesellschaft im Dezember 1858 verstaatlicht wurde, hatte er die Position des Präsidenten des Prüfungsbüros inne und verdiente 2000 Pfund jährlich. Kurze Zeit später zog er sich mit einer großzügigen Rente von 1500 Pfund aus seinem Beruf zurück und konzentrierte sich ganz auf seine Studien. Nur wenige Monate nach Mills Pensionierung im Winter 1858/1859 starb Harriet Taylor in Frankreich an Tuberkulose und wurde in Avignon beigesetzt.
Sieben Jahre später zog Mill trotz seiner Weigerung, einen Wahlkampf zu führen, für die Whigs (die liberale Partei) ins Parlament ein. Durch seinen persönlichen Einsatz und seine pragmatische, offene Politik erwarb er sich bei seinen Kollegen schnell großen Respekt, erntete aber für seine Positionen zum Scheidungsrecht massiven Widerspruch. Gemäß seiner Philosophie setzte er sich in seiner Amtsperiode für ein erweitertes Wahlrecht und Sozialreformen ein und errang mit seinem Engagement für die Verwirklichung von Frauenrechten durch die Einführung eines Wahlrechts für Frauen im Juli 1866 einen Überraschungserfolg (beinahe ein Drittel der anwesenden Parlamentarier sprachen sich für Mills Antrag aus). Mill war nach Henry Hunt erst der zweite Abgeordnete, der im Parlament das Frauenwahlrecht forderte. In seinem Wahlkreis wurde die Arbeit Mills jedoch als unzureichend bewertet, und die erneute Weigerung des Reformers, seinen eigenen Wahlkampf zu finanzieren, führte zur Abwahl im Jahr 1868. Mills Aussage dazu war: „Ich wurde hinausgeworfen.“ Die Académie royale des Sciences, des Lettres et des Beaux-Arts de Belgique nahm ihn 1870 als assoziiertes Mitglied auf.
Nach dem Verlust seines Mandats zog sich Mill endgültig nach Avignon zurück und redigierte dort seine Autobiografie sowie Werke seines Vaters. Er starb am 8. Mai 1873 an einer Wundrose und wurde im Marmorgrab seiner Frau beigesetzt. Als seine letzten Worte gelten: „Ich habe meine Arbeit getan.“

## Ansichten

### Staat
Obwohl Mill dem Staat als Liberaler latent kritisch gegenübersteht und ihn lediglich als Übergangserscheinung auf dem Weg zu einer freien, gleichberechtigten Gesellschaft ohne Führungsstrukturen sieht, bewertet er seine Aufgaben umfassender als viele seiner liberalen Zeitgenossen. Den Laissez-faire-Gedanken, die dem Staat lediglich das Recht zur Schaffung stabiler wirtschaftlicher Rahmenbedingungen (z. B. durch Verteidigungseinrichtungen, ein stabiles Rechtssystem, eine einheitliche Währung etc.) zugestehen, setzt er einen aktiven und für die Entwicklung der Bürger verantwortlichen Staat entgegen. Oberster Grundsatz dabei muss laut Mill jedoch sein, dass der Staat (und die Gesellschaft) die Freiheit des Einzelnen nur dann einschränken dürfe, wenn dies zum Zwecke des Selbstschutzes oder zum Schutz anderer Mitglieder geschehe. Dies sei zum Beispiel der Fall, wenn eine Vorbereitung für ein Verbrechen stattfinde oder durch staatliches Eingreifen Unfälle vermieden werden könnten.
Wirtschaftliche Aktivitäten oder zumindest eine stramme Regulierungspolitik gesteht er dem Staat deshalb auch im Bereich der Gas- und Wasserversorgung und beim Eisenbahnbau zu, wo es wichtig sei, die Bildung von Monopolen und somit einen Missbrauch wirtschaftlicher Macht zu verhindern. Auch die Armenpflege sei eine staatliche Aufgabe, soweit das nicht die Eigeninitiative ersticke.
Strikter ist Mill in Fragen der Bildungspolitik. So spricht er sich energisch gegen ein öffentliches Bildungsmonopol aus, in dem der Staat Einfluss auf Lehrpläne und Lerninhalte nimmt. Gleichzeitig sieht er in einer umfassenden Bildung aber die Grundlage für die Erlangung persönlicher Freiheit und umfassenden („hochwertigen“) Glücks. Nur aufgeklärte Bürger könnten den Fortschritt einer Gesellschaft mitgestalten, und eine bessere Bildung ermögliche auch den unteren Klassen ein eigenverantwortliches Handeln, weswegen Mill die schulische (und weitergehende) Ausbildung als überragend wichtig für jeden Staat bewertet. Die Regierung soll nach seinem Willen deshalb für einen soliden Elementarunterricht sorgen und alle Bürger zum Bildungserwerb verpflichten (bei Kindern) oder zumindest motivieren (bei Erwachsenen). Die praktische Umsetzung der Ausbildung solle aber privaten bzw. unabhängigen Bildungsträgern überlassen bleiben, vor allem, um Meinungsvielfalt zu gewährleisten und Konformismus zu verhindern.
Trotz seiner durch die Werke Tocquevilles bestärkten Angst vor einer „Tyrannei der Mehrheit“ betrachtet Mill eine repräsentative Demokratie, in der alle Menschen unabhängig von ihrem Stand und ihrer Herkunft am politischen Entscheidungsprozess partizipieren können, als vorübergehend beste Regierungsform. Um die Gefahren zu minimieren, die aus der Fehlbarkeit demokratischer Mehrheiten resultieren, spricht er sich jedoch nicht für ein allgemeines und gleiches, sondern für ein Mehrklassenwahlrecht auf Basis der erworbenen Bildung aus. Da die Masse eines Staates lediglich eine „kollektive Mittelmäßigkeit“ sei, die dazu neige, bedeutende Einzelpersönlichkeiten zu unterdrücken (als Beispiele nennt er Sokrates, Galileo Galilei und Jesus von Nazareth), und die in der Regel nicht nach ihrem wirklichen, sondern lediglich nach ihrem scheinbaren und kurzfristigen Interesse handele (das zudem durch einen kurzfristigen Lustgewinn gesteuert werde), kommt für Mill in einem demokratischen Staat intellektuellen Eliten eine besondere Bedeutung zu. Einzig diese gebildeten Persönlichkeiten sollten wählbar sein und der ungebildeten Masse helfen, sich selbst zu bilden und weise Entscheidungen zu treffen.
Auch im prinzipiell allgemeinen Verhältniswahlrecht (das Frauen einschließt) nehmen Gebildete (und „die wahrscheinlich gebildeten Besitzenden“) eine Sonderrolle ein: Sie sollen Mehrstimmen erhalten und somit die Unterdrückung einer gebildeten Minderheit vermeiden. Dieser Gedanke, die Verteidigung der Freiheit, nimmt bei Mill in mehreren Bereichen einen zentralen Stellenwert ein. Sie (die Freiheit) müsse auch gegen die Demokratie und sogar das Individuum selbst verteidigt werden. Rechte wie die persönliche Freiheit, die freie Meinungsäußerung, Presse-, Versammlungs- und Koalitionsfreiheit sind Mills Ansicht zufolge unabdingbar und können weder durch freiwilligen Verzicht eines Einzelnen noch durch Mehrheitsbeschluss aufgehoben werden.

### Freiheit

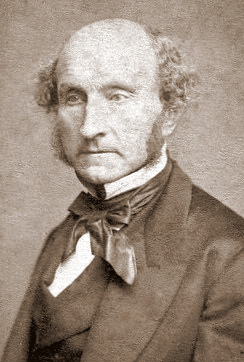
John Stuart Mill (Fotografie aus dem Jahr 1865)

Die Freiheit ist für John Stuart Mill der „erste und stärkste Wunsch der menschlichen Natur“ und ermöglicht es dem Individuum erst, seine Fähigkeiten, seinen Geist und seine Moral voll zu entwickeln. Alles staatliche und gesellschaftliche Handeln muss dementsprechend darauf ausgerichtet sein, dem Individuum eine freie Entwicklung zu gewähren, während seine Freiheit, wie Mill es in einem als „Freiheitsprinzip“ bekannten Grundsatz formuliert, unter einer Bedingung beschränkt werden dürfe: Um sich selbst oder eine andere Person zu schützen. (Zitat: „… dass der einzige Grund, aus dem die Menschheit, einzeln oder vereint, sich in die Handlungsfreiheit eines ihrer Mitglieder einzumischen befugt ist: sich selbst zu schützen. Dass der einzige Zweck, um dessentwillen man Zwang gegen den Willen eines Mitglieds einer zivilisierten Gesellschaft rechtmäßig ausüben darf: die Schädigung anderer zu verhüten.“) Eingriffe des Staates oder der Gesellschaft hingegen, die darauf abzielen, den Einzelnen zu einem Verhalten zu zwingen, das ihrer Meinung nach besser oder klüger sei bzw. das Individuum glücklicher mache, sind nach Mill unrechtmäßig und müssen unter allen Umständen vermieden werden. Denn „[ü]ber sich selbst, über seinen eigenen Körper und Geist“ sei jeder einzelne ein souveräner Herrscher.
Dieser „sehr einfache Grundsatz“ bedürfe, wie Mill selbst feststellt, einiger Ergänzungen und Einschränkungen. Zum einen sei der Satz lediglich auf „mündige“ Personen anzuwenden, sowohl Kinder als auch geistig Kranke bleiben von ihm ausgeschlossen, zum zweiten könne man auch bei einer zurückgebliebenen Gesellschaft (einer Barbarei) nicht davon ausgehen, dass diese sich selbst entwickeln könne, womit ein Despotismus hier eine legitime Regierungsform sei. Freiheit, so Mill, könne „nicht auf einer Entwicklungsstufe angewendet [werden], auf der die Menschheit noch nicht einer freien und gleichberechtigten Erörterung derselben fähig [sei]“. Ferner seien durchaus Situationen denkbar, in der staatliche Akteure zum Wohle anderer oder zum Wohle des gesamten Staates Druck auf das Individuum ausüben dürften, so z. B. zur Verhinderung von Falschaussagen vor Gericht, zur Sicherung der Landesverteidigung oder zur Aufrechterhaltung einer Infrastruktur. Überall dort jedoch, wo nur die Interessen des Individuums betroffen seien oder sein Handeln andere Mitglieder der Gesellschaft nicht ungebührlich einschränkten oder belästigten, hätten weder der Staat noch die Gesellschaft ein Recht dazu, dem Einzelnen Vorgaben zu machen oder ein bestimmtes Verhalten zu erzwingen.
Diese Freiheit umfasst laut Mill eine ganze Reihe von Bereichen des privaten und öffentlichen Lebens. Hierbei handele es sich um:
1. die Gewissensfreiheit, also die Freiheit des Denkens und Fühlens und die Unabhängigkeit der persönlichen Meinung und Gesinnung (sowie nahezu untrennbar mit ihr verbunden das Rede- und Publizierrecht),
2. die freie Wahl der Lebensgestaltung inklusive einer freien Wahl der Ausbildung, der Lehrinhalte, des Geschmacks und der Lebensplanung sowie
3. die Vereinigungsfreiheit zu jedem beliebigen sozialen, politischen, wirtschaftlichen oder privaten Zweck (freilich unter der Voraussetzung, dass andere damit nicht geschädigt würden und der Zusammenschluss freiwillig geschehe).

#### Freiheit der Gedanken und der Diskussion
Die Presse- und Meinungsfreiheit war, zumindest nach Mills Urteil, im Großbritannien seiner Zeit bereits so ausgeprägt, dass er massive Beschränkungen oder eine Zurücknahme derselben nicht mehr fürchtete. Allerdings stellte er hierbei eine große Ausnahme fest, nämlich die Tatsache, dass Einschränkungen der Pressefreiheit durch den Staat durchaus noch festzustellen seien, wenn dies auf Wunsch der Bevölkerung oder bei einer Verletzung moralischer Grundsätze geschehe. Mill dürften hierbei seine eigenen Erfahrungen zumindest teilweise beeinflusst haben, wurde er als junger Erwachsener doch wegen des Verteilens „obszöner Literatur“ (einer Anleitung zur Schwangerschaftsverhütung) zu einer vierzehntägigen Gefängnisstrafe verurteilt.
Gerade hierin, im Einfluss des Volkes, sieht Mill eine besondere Gefahr. Da die Gesellschaft über nahezu unbeschränkte Sanktionsmöglichkeiten (z. B. in Form von sozialer Ächtung und psychischen Drucks) verfüge, übe sie eine noch größere Macht aus als Regierungen früherer Zeiten. Sie habe jedoch aus mehreren Gründen ebenso wenig das Recht, die Meinung eines Individuums zu unterdrücken, wie dieses umgekehrt das Recht habe, der Gesellschaft seinen Willen aufzuzwingen:
- Falls die unterdrückte Meinung wahr sei, würde der Gesellschaft eine Möglichkeit zur Fortentwicklung vorenthalten.
- Erst in der Diskussion sei es möglich, aus Erfahrungen und Thesen eine gesicherte Wahrheit zu entwickeln, und selbst wenn die unterdrückte Meinung falsch sei, könne diese durch eine Falsifizierung zu einem noch besseren und tieferen Verständnis der Wahrheit beitragen.

Dass eine neue oder unkonventionelle Meinung richtig sei, könne nach Mill praktisch immer eintreten, unabhängig davon, wie profund das Wissen derjenigen ist, die die (neue) Meinung unterdrücken wollten. Und obwohl sich jeder Mensch der eigenen Fehlbarkeit prinzipiell bewusst sei, dominiere in Diskussionen doch stets die Überzeugung, dass man im aktuellen Sachverhalt die richtige Position vertrete. Dies gelte in besonderem Maße, wenn man die Meinung eines überwiegenden Teils einer Gesellschaft vertrete, sich also auf allgemein anerkannte Werte und Moralvorstellungen oder weithin akzeptiertes Wissen beziehe. Dabei gebe es genügend historische Beispiele, in denen ganze Epochen sowohl in ihrem Faktenwissen irrten (so z. B. vor Galileo Galileis astronomischen Entdeckungen) oder in denen herausragende Persönlichkeiten entweder von einer fehlgeleiteten Mehrheit zum Schweigen gebracht wurden (beispielsweise Sokrates, der wegen Gott- und Sittenlosigkeit zum Tode verurteilt, oder Jesus von Nazareth, der wegen seiner Lehren gekreuzigt wurde) oder selbst in die Irre gingen (Mill redet hier vom römischen Kaiser Marc Aurel, der trotz hoch stehender Moralvorstellungen und eines tadellosen Lebens die Christenverfolgung angeordnet habe). Die Entgegnung einiger seiner Zeitgenossen, dass erst durch eine Feuerprobe (bisweilen im wahrsten Sinne des Wortes) die Substanz und der Wahrheitsgehalt neuer Thesen überprüft werden könnten, lehnt Mill daher auch entschieden ab. In der Religionsgeschichte könne man sehen, dass neue (und „richtige“) Interpretationen und Lehren, wenn schon nicht für immer unterdrückt, so doch leicht für Jahrhunderte zurückgeworfen werden könnten, und selbst die vom durch den Antikatholizismus geprägten englischen Volk so befürwortete Reformation sei mindestens zwanzigmal vor Luther ausgebrochen und jedes Mal wieder erstickt worden. Vielmehr benötige eine Gesellschaft, die sich nicht nur auf unstrittige und somit harmlose Themen konzentrieren solle, eine weitgehende Freiheit von sowohl politischen als auch gesellschaftlichen Zwängen. Es bestünde sonst die Gefahr, dass aus Freigeistern Duckmäuser und aus großen Denkern eingeschüchterte Haderer mit ihrem Schicksal würden.
Für den zweiten von ihm betrachteten Fall, in dem die neue Meinung falsch sei, stellt Mill fest, dass selbst dies im Interesse der Wahrheit durch einen Dialog und nicht durch ein Diskussionsverbot verdeutlicht werden müsse. Die Wahrheit drohe sonst zu einem Dogma zu verkommen, das nicht mehr stringent begründet werden und somit in Diskussionen auch nicht mehr effektiv gegen abweichende Positionen (also falsche Ansichten) verteidigt werden könne. Wichtig sei es daher, jeden Menschen darin zu unterrichten, Behauptungen und auch tradiertes Wissen auf ihren Wahrheitsgehalt zu überprüfen.

#### Grenzen der Meinungsfreiheit

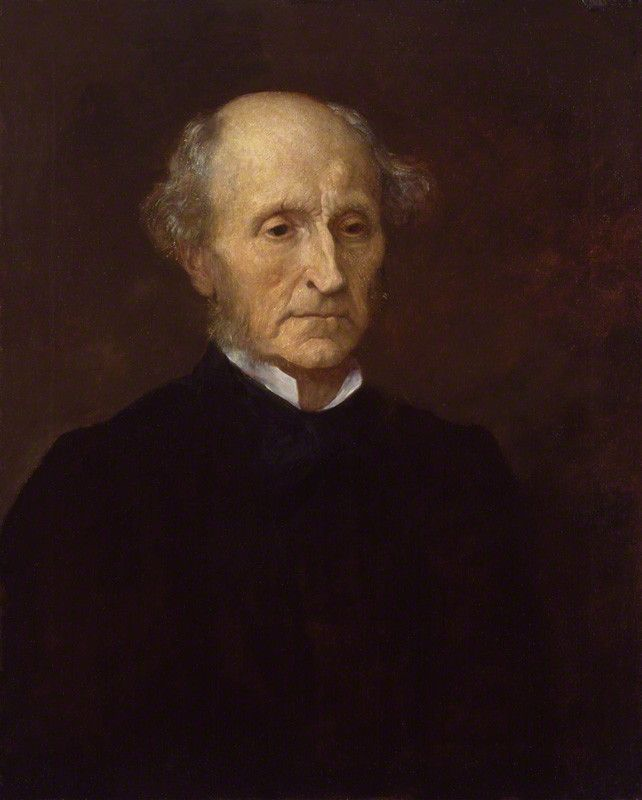
Mill im Alter, Kopie eines Porträts von George Frederic Watts

Nach Mill umfasst das Recht der freien Diskussion auch das Recht, seine Meinungen kundzutun und zu publizieren. Allerdings erkennt er selbst an, dass es hierbei gewisse Grenzen geben müsse. Während er Maßnahmen gegen unfaire Diskussionspraktiken (wie Unterdrückung von Fakten, Beweisfälschung, Grobheiten und persönliche Angriffe) noch nicht verboten sehen will, könne „niemand behaupten, dass Handlungen ebenso frei sein dürften wie Meinungen.“ Gegnern einer Meinungsäußerung gesteht er deshalb auch das Recht auf eine zumutbare Ausweichmöglichkeit zu und definiert, dass diese vom Provokateur mit seinen Belästigungen nicht verfolgt werden dürften. Die Freiheit des Einzelnen darf sich nicht zu einer Belästigung für Andere entwickeln.
Ebenfalls verboten werden müssen nach Mill „alle Handlungen, gleich welcher Art, die ohne gerechten Anlass anderen Schaden zufügen“. Dies umfasst unter anderem Aufforderungen zur Gewalt oder solche zur Störung der öffentlichen Ordnung, durch die mit großer Wahrscheinlichkeit direkter Schaden an anderen Individuen und deren Besitz angerichtet würden (Mill nennt hier als Beispiel das Aufhetzen eines Mobs). Gerechtigkeit geht bei Mill also aus der Möglichkeit zum Individualismus aller hervor, und die individuellen Rechte gelten nur „innerhalb der durch die Rechte und Interessen Anderer gezogenen Grenzen“. Die Verfolgung eines einzelnen erklärten Nicht-Christen von einer christlichen Mehrheit ist danach zu verurteilen.

#### Freie Entwicklung der Persönlichkeit
Von den gerade genannten Beschränkungen einmal abgesehen, propagiert Mill jedoch das Recht auf eine ungehinderte und freie Entfaltung der eigenen Persönlichkeit und (gemäß seiner utilitaristischen Ethik) auf das Streben nach dem größten möglichen individuellen (und allgemeinen) Glück. Dies sei aus mehreren Gründen sinnvoll, denn zum einen sei Individualität nicht nur „etwas innerlich Wertvolles“, sondern:
- Alle könnten möglicherweise von originellen Charakteren lernen, die neue Bräuche und einen „besseren Geschmack und Sinn im Menschenleben“ einführten,
- alles vorhandene Gute sei das Ergebnis origineller Schaffenskraft,
- erst die Entwicklung der eigenen Individualität ermögliche jedem Einzelnen, das für ihn produktivste und erfolgreichste Leben zu führen, und schließlich
- sei menschlicher Fortschritt nur im Widerstand gegen die „Tyrannei der Gewohnheit“ möglich.

Werde hingegen in einer Gesellschaft ausschließlich Gleichheit angestrebt, drohe der Niedergang oder zumindest eine Stagnation, denn mit dem Trend zur Uniformität, der auch im Westen immer stärker festzustellen sei, schrumpfe die Fähigkeit, wissenschaftliche oder soziale Durchbrüche zu erzielen.

### Grenzen der Entwicklungsfreiheit und Straffrage
Nach Mill darf und soll das Individuum seine Persönlichkeit so weit wie möglich ungehindert entfalten dürfen. Ausnahme hiervon ist sein Handeln, sofern es zugleich andere betrifft bzw. in Mitleidenschaft zieht. Mill sieht den Menschen als Gemeinschaftswesen, denn jeder Mensch ist irgendeiner Gemeinschaft zugehörig und profitiert von dieser. Die Tatsache, dass man in einer Gesellschaft lebe, mache es jedem „unbedingt zur Pflicht, eine bestimmte Linie des Benehmens gegen die anderen einzuhalten.“ Dazu zählt zuerst die Pflicht, durch sein eigenes Handeln die Interessen anderer nicht zu schädigen. Zudem hält es Mill für zulässig, von jedem Gesellschaftsmitglied einen Beitrag zum Wohle der Gesellschaft zu verlangen. Wo ein Individuum diesen verweigert, ist es Recht der Gesellschaft, dieses auch zu erzwingen.
Mill erhofft sich hierdurch eine aktive Rolle jedes Einzelnen in der Gesellschaft und auf zwischenmenschlicher Ebene. Lediglich von staatlichen Beschränkungen und Vorgaben will er diese Handlungen befreit sehen und bevorzugt stattdessen Methoden der sozialen Kontrolle. Mills Instrumente sind dabei z. B. Warnungen, Ratschläge und in Extremfällen auch Ablehnung oder Verachtung durch die Gesellschaft. Auch sollte bei jeder Gesetzgebung berücksichtigt werden, dass Strafen leichter „Rebellen erzeugten“ und der Schaden, der aus einem Handeln entstehe, häufig wirksamer vor einer Nachahmung schütze als vorbeugende Verbote.
Erst wenn andere durch das Verhalten des Individuums in ihren Rechten verletzt würden, sei ein staatliches Eingreifen gerechtfertigt (Harm Principle). Als Beispiel nennt Mill in diesem Zusammenhang die Fälle eines trinkenden Vaters, der seine Familie nicht mehr ernähren kann, und eines Schuldners, der durch Prunksucht und Verschwendung seinem Schuldendienst nicht nachkommt.

### Utilitarismus
Der Utilitarismus ist eine auf Jeremy Bentham und James Mill (John Stuart Mills Vater) zurückgehende Ethik, die eine Handlung dann als sittlich und moralisch gut beurteilt, wenn diese nützlich ist. John Stuart Mill, der das Konzept Benthams und James Mills nach deren Tod weiterentwickelte, definiert hierfür, dass eine Sittlichkeit dann gegeben sei, wenn Handlungen die Tendenz haben, Glück zu befördern, während sie moralisch falsch seien, wenn sie zu Leiden führen.
Der utilitaristischen Theorie nach streben alle Menschen danach, Lust zu gewinnen und Unlust zu vermeiden. Von Zeitgenossen wurde der Utilitarismus vor allem deshalb kritisiert, weil er das Luststreben ins Zentrum menschlichen Handelns stellte und somit keinen Raum für edlere Ziele und einen höheren Zweck (z. B. göttliche Fügungen) ließ („pig philosophy“). Der Begriff „Lust“ (pleasure) bezieht sich bei Bentham und James Mill jedoch nicht zwangsweise auf direkte Sinneswahrnehmung und Stimulationen (physische Lust bzw. Sinnlichkeit), sondern primär, wie John Stuart Mill hervorhebt, auf eine geistige Erfüllung und „Freude“ (happiness), die auf „Bildung und Arbeit“ beruht. Somit sei ein Streben nach Lust, das nach Mill unterschiedliche Qualitäten aufweist (das einfache Glücksstreben eines Schweines oder das eines Narren sei leichter zu finden als das eines Sokrates), auch das Streben nach einer höheren Entwicklungsstufe und „der Utilitarismus [könne] sein Ziel daher nur durch die allgemeine Ausbildung und Pflege eines edlen Charakters erreichen“.
Mill teilte die Menschen in zwei Kategorien ein. Der ersten zugehörig seien Menschen mit „höheren Fähigkeiten“, was auf das geistige Potenzial bezogen ist. Diese kennen beide Seiten des Glücks und sind so niemals zufriedenzustellen, da sie stets nach dem Vollkommenen streben, obwohl sie wissen, dass dies nie zu erreichen ist. Menschen mit „niederen Fähigkeiten“ können sich keine richtige Vorstellung vom „wahren“ Glück machen und sind so schneller zufriedenzustellen.

### Feminismus

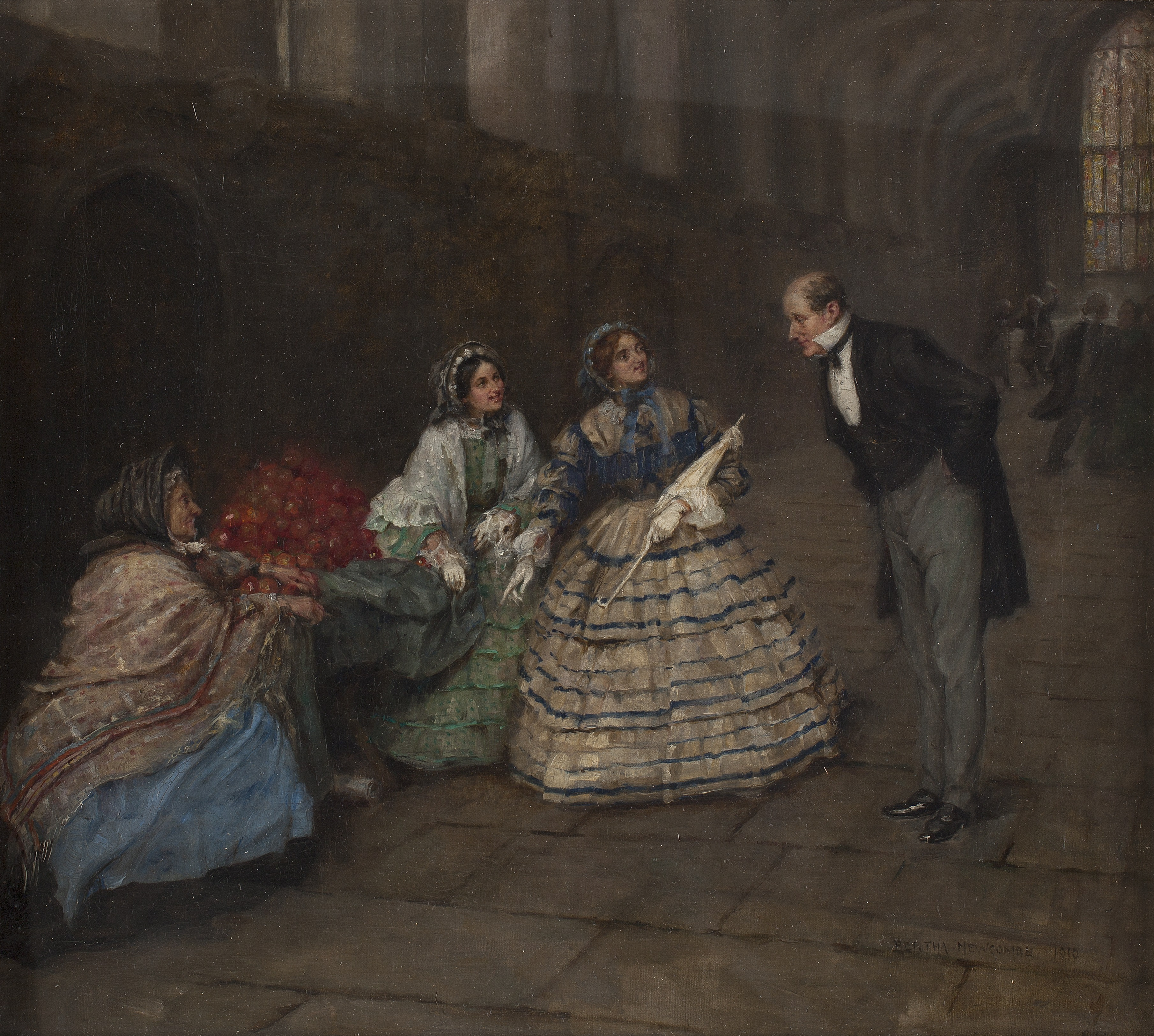
Bertha Newcombe: Elizabeth Garrett und Emily Davies übergeben 1866 die erste Petition für ein Frauenwahlrecht an John Stuart Mill. (Newcombes Bild von 1910)

Ungewöhnlich für seine Zeit und wahrscheinlich beeinflusst durch seine spätere Frau Harriet Taylor Mill, vertrat Mill feministische Ansichten. 1865 wurde er als Vertreter der Gesellschaft für das Frauenwahlrecht ins Parlament gewählt. In seinem 1869 erschienenen Werk The Subjection of Women lässt Mill keine der damals festgestellten Unterscheidungen in Wesen und Verhalten von Frauen und Männern als naturgegeben gelten, da das Meiste ein Produkt von Erziehung und gesellschaftlichen Strukturen sei. Außerdem war er der Meinung, dass eine egalitäre Gesellschaftsstruktur zum Nutzen aller beitrage, hingegen die unterschiedliche Behandlung von Frauen und Männern Unfrieden hervorbringe.
„Alle selbstsüchtigen Neigungen, Selbstvergötterung und ungerechte Selbstbevorzugung, mit denen die Menschheit behaftet ist, haben ihren Ursprung in dem gegenwärtigen Verhältnis zwischen Mann und Frau“. Er fordert ebenso das Frauenwahlrecht wie ein Scheidungsrecht. Auch untersucht er als einer der ersten sozialwissenschaftlich die Unterdrückung der Frau.
Sein Essay The Subjection of Women von 1869 wird noch im gleichen Jahr von Jenny Hirsch unter dem Titel Die Hörigkeit der Frau ins Deutsche übersetzt und dort von der Frauenbewegung intensiv rezipiert und in der Öffentlichkeit breit diskutiert.

### Wirtschaftswachstum und stationärer Zustand
In Grundsätze der politischen Ökonomie (Principles of Political Economy) beschreibt Mill seinen stationären Zustand. Er geht davon aus, dass nach Erreichen des Wachstumsziels (ein Leben in Wohlstand für alle) eine Zeit des Stillstands kommen müsse. Dieser stationäre wirtschaftliche Zustand bedeutet für ihn jedoch nicht, dass auch kein intellektueller, kultureller und wissenschaftlicher Fortschritt stattfindet und auch ein Mangel an Waren vorhanden ist. Stillstand herrscht allein in Bezug auf die Kapital- und Bevölkerungszunahme. Es ist ein Zustand, in dem „keiner arm ist, niemand reicher zu sein wünscht, und niemand Grund zu der Furcht hat, dass er durch die Anstrengungen anderer, die sich selbst vorwärts drängen, zurückgestoßen werde“. Das Streben nach Wachstum bezeichnet Mill als Sucht. Er geht davon aus, dass gesellschaftliche, kulturelle und sittliche Fortschritte umso größer wären, würde der Mensch dieser Sucht entsagen. Erwerbstätigkeit kann ebenso in Mills stationärem Zustand stattfinden, „nur mit dem Unterschiede, dass die industriellen Verbesserungen anstatt nur der Vermehrung des Vermögens zu dienen, ihre ursprüngliche Wirkung hervorbrächten, nämlich die Arbeit zu verkürzen“.

### Theoretische Philosophie

#### Erkenntnistheorie
Während Mill heute vor allem für seine Werke On Liberty und Utilitarianism gelesen wird, wurden zeitgenössisch vor allem seine Ausführungen in der theoretischen Philosophie rezipiert. Mill ist der Überzeugung, dass es kein Wissen a priori geben kann. Die einzige Quelle von Wissen können empirische Beobachtungen und darauf aufbauende Überlegungen dazu sein. Er versteht Induktion als eine Generalisierung aus der Erfahrung. Gemäß Mill ist die Induktion die einzige Möglichkeit Schlüsse über die Welt zu ziehen. In seinem Werk A System of Logic diskutiert er ausführlich die Probleme, die daraus folgen.

#### Wissenschaftsphilosophie
Für Mill ist die Geschichte der Wissenschaft eine fortschreitende Entwicklung zum einen durch die Induktion, aber auch der Induktion selbst, die ständig verbessert wird. Mill behauptet, dass sich in der Wissenschaft vier Methoden herausgebildet haben, die erfolgreich die Ursache von Phänomenen isolieren können:
- Methode der Übereinstimmung (Method of Agreement);
- Methode des Unterschieds (Method of Difference);
- Indirekte Methode des Unterschieds (Indirect Method of Difference oder auch Joint Method of Agreement and Difference)
- Methode der Residuen (Method of Residues);
- Methode der gleichzeitigen Änderungen (Method of Concomitant Variations).

## Rezeption und Wirkung

### Karl Marx
Karl Marx mit seinem Gesetz des tendenziellen Falls der Profitrate knüpfte an Mills Überlegungen zum Wirtschaftswachstum kritisch an.
John Stuart Mill gehört zu den Philosophen und Ökonomen, die die Profitinteressen in Übereinstimmung bringen wollen mit den Ansprüchen der Arbeiter, der versucht, „Unversöhnbares zu versöhnen.“ Er erklärt: „Die Gesetze und Bedingungen der Produktion von Reichtum haben den gleichen Charakter wie Naturgesetze. Nichts an ihnen lässt sich ändern, nichts ist willkürlich… Anders steht es mit der Verteilung. Diese hängt allein von den menschlichen Einrichtungen ab. Sind einmal die Dinge da, dann können die Menschen, einzeln oder kollektiv, mit ihnen machen, was sie wollen.“ Die Trennung von Produktion und Verteilung ermöglicht Mill auch treffende Feststellungen über die Lage der Arbeiter: „Das Produkt der Arbeit wird heutzutage verteilt im umgekehrten Verhältnis zur Arbeit – der größte Teil an die, die niemals arbeiten, der nächst größte an die, deren Arbeit fast nur nominell ist und so, auf absteigender Skala, schrumpft die Belohnung zusammen, im Maße, wie die Arbeit härter und unangenehmer wird, bis die ermüdendste und erschöpfendste körperliche Arbeit nicht mit Sicherheit auch nur auf die Gewinnung der Lebensbedürfnisse rechnen kann.“ Mill verteidigt das Privateigentum trotz der Ungleichheiten, die es bewirkt. „Aber wenn so viele Mühen, wie dazu aufgewendet wird, die von der natürlichen Wirkung des Systems ausgehenden Ungleichheiten der Chancen noch zu erschweren, dazu verwandt wären, diese Ungleichheiten durch alle Mittel, die das System nicht beseitigen, zu mäßigen…dann würde sich herausgestellt haben, dass das Prinzip des Privateigentums nicht notwendig in Verbindung mit den physischen und sozialen Übeln steht…“ Viele Autoren werden sich später dieser Anschauung anschließen. Beispielsweise Erich Preiser: „Wer eine freie Wirtschaft will, muss das Privateigentum und muss auch das Einkommen anerkennen, das der Besitz von Vermögen abwirft. Nicht anzuerkennen braucht er seine einseitige Verteilung.“ Oder Joseph Stiglitz: „Ein Großteil der heute bestehenden Ungleichheit ist das Ergebnis staatlicher Politik: dessen, was die Regierung tut, sowie dessen, was sie unterlässt. Die Regierung hat die Macht, Geld von oben nach unten, oder in die Mitte umzuverteilen oder den umgekehrten Weg zu gehen.“ Karl Marx über Mill: „Zur Vermeidung von Missverständnis bemerke ich, dass, wenn Männer wie J. St. Mill usw. wegen des Widerspruchs ihrer altökonomischen Dogmen und ihrer modernen Tendenzen zu rügen sind, es durchaus unrecht wäre, sie mit dem Tross der vulgärökonomischen Apologeten zusammenzuwerfen.“ Zur Klassik zählt Marx Mill indes nicht. David Ricardo ist für ihn der letzte große Repräsentant der klassischen politischen Ökonomie. Mill dagegen repräsentiere einen „geistlosen Synkretismus“.

### Friedrich August von Hayek
Friedrich August von Hayek hat eine zwiespältige Haltung zu Mill. Zum einen wirft er Mill vor, den Liberalismus in einen Sozialismus verwandelt zu haben. Gleichzeitig zitiert ihn Hayek mehrfach wohlwollend beispielsweise in seinem Werk Road to Serfdom und hat außerdem eine Briefedition von Mill mit seiner Frau Harriet herausgegeben.

### Isaiah Berlin
Isaiah Berlin lobte Mill in einem ursprünglich 1959 gehaltenen Vortrag mit folgenden Worten:

„Their greatest champion, the man who formulated these principles most clearly and thereby founded modern liberalism, was, as everyone knows, the author of the Essay on Liberty, John Stuart Mill.“

„Dessen größter Meister, der Mann der diese Prinzipien am klarsten formulierte und damit den modernen Liberalismus begründete, war, wie alle wissen, der Autor des Essays On Liberty, John Stuart Mill.“

Berlin müsste eigentlich als Vertreter eines liberalen Wertepluralismus den Liberalismus von Mill ablehnen, der klassischerweise mit dem Hintergrund des Utitilarismus als wertmonistisch interpretiert wird, argumentiert Alex Zakaras. Nichtsdestotrotz sei Berlin ein großer Anhänger des Liberalismus von Mill, weil er diesen unkonventionellerweise als Wertpluralisten versteht, der nur aus Rücksicht auf seinen Vater dem Utilitarismus treu geblieben sei.

## Werke

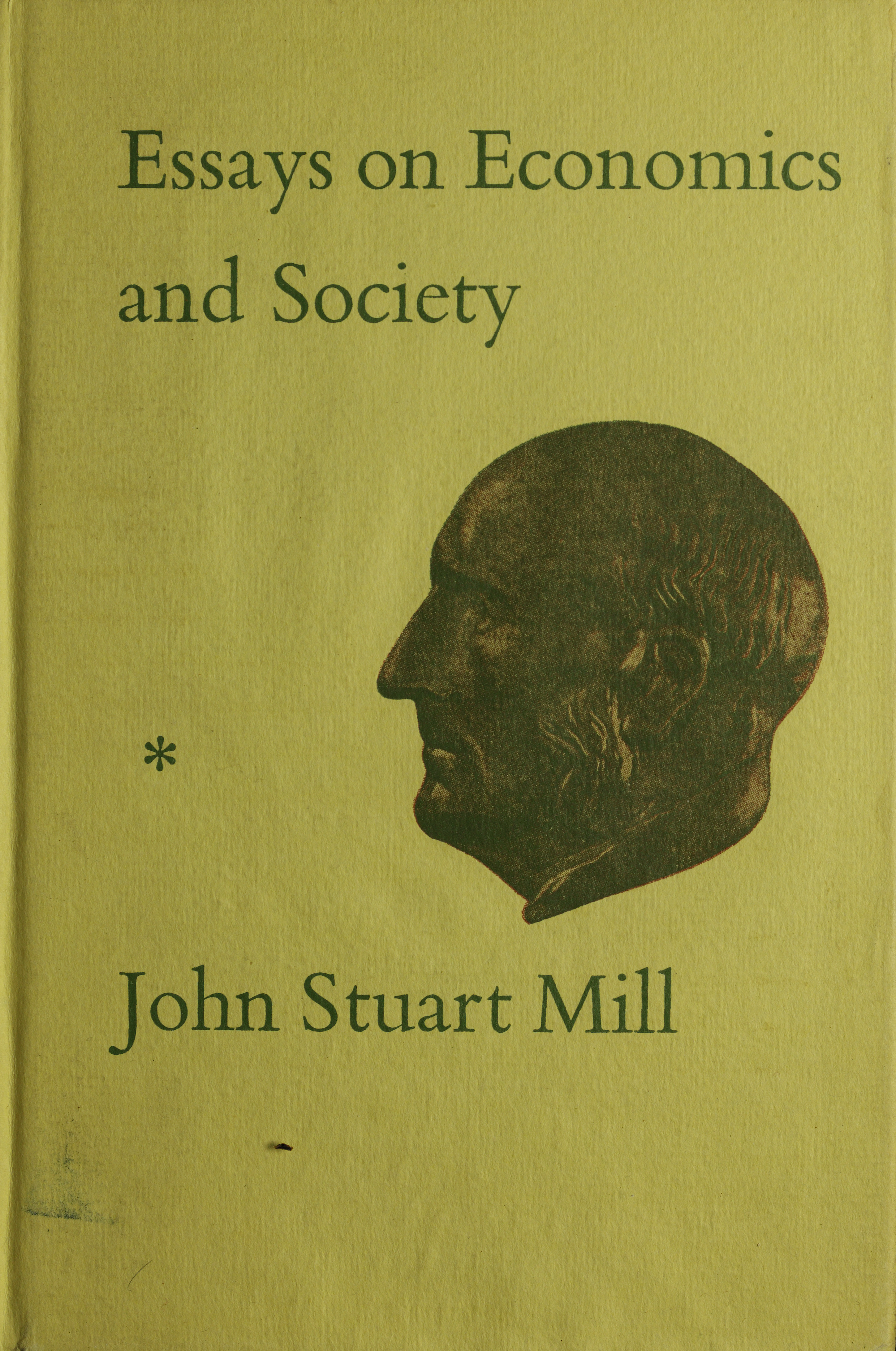
Essays on economics and society, 1967

- John Stuart Mill: Collected Works of John Stuart Mill. ed. J.M. Robson. University of Toronto Press, Toronto; Routledge and Kegan Paul, London 1963–1991 (33 Bände, vollständig Online in der Online Library of Liberty).
- John Stuart Mill’s Gesammelte Werke. Fues / Reisland, Leipzig 1869–1880
  - 1. Die Freiheit. 1869
  - 2. System der deductiven und inductiven Logik. 1872
  - 3. System der deductiven und inductiven Logik. 1872
  - 4. System der deductiven und inductiven Logik. 1873
  - 5. Grundsätze der politischen Oekonomie. 1869
  - 6. Grundsätze der politischen Oekonomie. 1869
  - 7. Grundsätze der politischen Oekonomie. 1869
  - 8. Betrachtungen über Repräsentativ-Regierung. 1873
  - 9. August Comte und der Positivismus. 1874
  - 10. Vermischte Schriften politischen, philosophischen und historischen Inhalts. 1874
  - 11. Vermischte Schriften politischen, philosophischen und historischen Inhalts. 1875
  - 12. Vermischte Schriften. 1880

- A System of Logic, Ratiocinative and Inductive, Being a Connected View of the Principles of Evidence, and the Methods of Scientific Investigation, 1843 (Digitalisat)
  - (deutsch: System der deduktiven und induktiven Logik. Übersetzt von J. Schiel, Braunschweig 1868; vgl. dazu Die induktiven Methoden von John Stuart Mill).
- Essays on some Unsettled Questions of Political Economy, 1844
  - deutsch: Einige ungelöste Probleme der politischen Ökonomie. herausgegeben von Hans G. Nutzinger, Metropolis Verlag, Marburg 2008, ISBN 978-3-89518-670-7 (deutsche Erstausgabe: 1976)
- Principles of Political Economy, 1848 (Digitalisat der Ausgabe 1857: Vol. 1, Vol. 2)
  - deutsch: Grundsätze der politischen Oekonomie (Digitalisat: Band 1, Band 2).
- On Liberty, 1859; neu herausgegeben von Stefan Collini, Cambridge Texts in the History of Political Thought, Cambridge University Press, Cambridge 2003, ISBN 0-521-37015-9
  - deutsch: Über die Freiheit. übersetzt von Bruno Lemke, Reclam, Stuttgart 2008, ISBN 978-3-15-003491-0.
- Utilitarianism, Erstveröffentlichung als Artikelserie in Frazer’s Magazine von 1861, in Buchform 1863 (E-Text)
  - deutsch: Utilitarismus. Übersetzt sowie mit einer Einleitung und Anmerkungen versehen von Manfred Kühn, Meiner Verlag, Hamburg 2009, ISBN 978-3-7873-1898-8;
  - zweisprachig englisch / deutsch: Utilitarianism / Utilitarismus. Reclam, Stuttgart 2008, ISBN 978-3-15-018461-5.
- Considerations on Representative Government, 1861; Neuausgabe: Cosimo, New York 2008, ISBN 978-1-60520-370-6
  - deutsch: Betrachtungen über die Repräsentativregierung. herausgegeben von Hubertus Buchstein und Sandra Seubert, Suhrkamp 2013, ISBN 978-3-518-29667-7.
- Auguste Comte and Positivism, 1865
  - deutsch: Auguste Comte und der Positivismus. Mit Genehmigung des Autors übersetzt von Elise Gomperz, Fues, Leipzig 1874.
- Examination of Sir William Hamilton’s Philosophy, 1865
  - deutsch von Hilmar Wilmanns: Eine Prüfung der Philosophie Sir William Hamiltons. Halle/Saale 1908 – Online Archive.
- Subjection of Women, 1869
  - deutsch: Die Hörigkeit der Frau. Nebst einem Vorbericht. Übersetzt von Jenny Hirsch, 2. Auflage. Berggold, Berlin,  1872 (online: Die Hörigkeit der Frau).
- Autobiography, postum 1873.
- Three Essays on Religion, postum 1874.
- Ausgewählte Werke. Hrsg. u. eingel. von Ulrike Ackermann und Hans Jörg Schmidt. 5 Bände, Murmann, Hamburg 2012–2016.
- Schriften zur Politischen Ökonomie. Herausgegeben und eingeleitet von Michael Aßländer, Dieter Birnbacher und Hans G. Nutzinger. 5 Bände. Metropolis, Marburg 2014–2016: Band I: Kleinere Schriften zur Politischen Ökonomie (1825–1861), Marburg 2014, ISBN 978-3-7316-1101-1; Band II: Kleinere Schriften zur Politischen Ökonomie (1844–1879), Marburg 2014, ISBN 978-3-7316-1102-8; Band III (in 3 Teilbänden): Grundsätze der Politischen Ökonomie, Marburg 2016, ISBN 978-3-7316-1103-5.
- Liberale Gleichheit. Vermischte politische Schriften (Schriften zur europäischen Ideengeschichte, Band 7). Herausgegeben von Hubertus Buchstein und Antonia Geisler. Akademie Verlag, Berlin 2013, ISBN 978-3-05-005687-6.

## Sekundärliteratur
- Nicholas Capaldi: John Stuart Mill. A biography. CUP, Cambridge 2004, ISBN 0-521-62024-4.
- Simon Derpmann: Mill. Einführung und Texte. Fink UTB, Paderborn 2014, ISBN 978-3-8252-4092-9.
- Jürgen Gaulke: John Stuart Mill. Rowohlt, Reinbek bei Hamburg 1996, ISBN 3-499-50546-0.
- A. C. Grayling: Freiheit, Die Wir Meinen. Bertelsmann Verlag, München 2008, ISBN 978-3-570-00851-5.
- Frauke Höntzsch: Individuelle Freiheit zum Wohle Aller. Die soziale Dimension des Freiheitsbegriffs im Werk des John Stuart Mill. VS Verlag, Wiesbaden 2010, ISBN 978-3-531-17244-6.
- Frauke Höntzsch (Hrsg.): John Stuart Mill und der sozialliberale Staatsbegriff (= Staatsdiskurse. Band 18). Steiner, Stuttgart 2011, ISBN 978-3-515-09923-3.
- Erik Kan: Die Unterwanderung des Wirtschaftsliberalismus: Adam Smith, David Richardo und John Stuart Mill und ihre Instrumentalisierung  durch den Manchester- und Neoliberalismus. Tectum, Marburg 2011, ISBN 978-3-8288-2676-2.
- Dominique Künzle, Michael Schefczyk: John Stuart Mill zur Einführung. Junius, Hamburg 2009, ISBN 978-3-88506-660-6.
- Richard Reeves: John Stuart Mill: Victorian Firebrand. Atlantic Boos, 2007, ISBN 978-1-84354-643-6.
- Ringo Narewski: John Stuart Mill und Harriet Taylor Mill. VS Verlag, Wiesbaden 2008, ISBN 978-3-531-15735-1.
- Hans G. Nutzinger u. a. (Hrsg.): Ökonomie Nach-Denken. Zur Aktualität von John Stuart Mill. Metropolis, Marburg 2014, ISBN 978-3-7316-1078-6.
- Peter Rinderle: John Stuart Mill. Beck, München 2000, ISBN 3-406-41957-7.
- Ralph Schumacher: John Stuart Mill. Campus, Frankfurt am Main 1994, ISBN 3-593-35156-0.
- Ralph Schumacher: John Stuart Mill (1806–1973). In: Wulff D. Rehfus (Hrsg.): Geschichte der Philosophie III: 19. Jahrhundert. Vandenhoeck & Ruprecht, Göttingen 2012, ISBN 978-3-8252-3682-3, S. 47–54 (UTB Handwörterbuch Philosophie : Online-Wörterbuch).
- Erich W. Streissler (Hrsg.): John Stuart Mill. Duncker & Humblot, Berlin 2002, ISBN 3-428-10872-8.
- Peter Ulrich, Michael S. Aßländer (Hrsg.): John Stuart Mill. Der vergessene politische Ökonom und Philosoph. Haupt, Stuttgart 2006, ISBN 3-258-07038-5.
- Manfred Böge: Moralische Erneuerung. Über Erziehung und Bildung in John Stuart Mills sozialer Philosophie. Verlag Karl Alber, 2018, ISBN 978-3-495-48909-3.
- Hans G. Nutzinger, Hans Diefenbacher (Hrsg.): John Stuart Mill heute (= Die Wirtschaft der Gesellschaft. Jahrbuch 5). Metropolis, Marburg 2018, ISBN 978-3-7316-1346-6.
- Timothy Larsen: John Stuart Mill : a secular life. Oxford University Press, Oxford 2018, ISBN 978-0-19-875315-5.